# 하이델베르크 천문대
하이델베르크 천문대는 독일에서 운영하는 천문대이다. 하이델베르크에 위치하고 있다.

## 설명
하이델베르크 쾨니히스툴 국립 천문대는 하이델베르크에 위치한 독일의 국립 천문대이다. 현재의 천문대의 전신은 1774년에 인근 도시인 만하임에서 열렸지만 그곳의 관측 조건 악화는 1898년에 쾨니히스툴로 이전하는 결과를 낳았다. 천문대는 하이델베르크 대학교 천문학 센터의 일부를 이루고 있다.  막스 플랑크 천문학 연구소는 1967년 인접한 부지에 문을 열었다. 안드레아스 퀴렌바흐(Andreas Quirrenbach) 박사는 2005년부터 이 천문대의 책임자이다. 천문대의 장비는 1774년에 설립된 만하임 천문대에서 유래했다. 1880년에 천문대는 천문학적/대기면의 시야 조건이 악화되었기 때문에 일시적으로 카를스루에로 옮겨졌다. 그 후 몇 년 동안 하이델베르크-쾨니히스툴이 최종적으로 선정되면서 다른 세 곳이 고려되었다. 1898년 6월 20일에 바덴 대공 프레데릭 1세에 의해 "그로 ß허조글리체 베르그슈테르나르트"가 공식적으로 취임식을 가졌다. 천문학 연구소는 맥스 울프가 이끄는 천체 물리학과 칼 빌헬름 발렌티너가 이끄는 천체 물리학과 두 개의 보완 부서로 구성되었다. 발렌티너는 만하임 천문대의 책임자였고 카를스루에로 이사를 시작했다. 1909년 발렌티너가 은퇴한 후에 두 부서는 막스 볼프의 관리 하에 놓였다. 새로운 천문대 단지가 여전히 건설 중인 동안 막스 볼프는 미국의 자선가인 캐서린 울프 브루스로부터 강력한 새로운 16인치(41cm) 굴절 망원경인 브루스 더블 아스트로그래프의 인수를 위해 10,000달러의 보조금을 받았다. 수년간 이 망원경은 천문대의 주요 연구 도구였다. 그는 나중에 천문대 최초의 28인치(71cm) 반사망원경을 만들기 위한 보조금을 받았다. 천문대의 주요 활동 분야는 성운 조사와 소행성 탐색이었다. 울프와 그의 직원, 그리고 그의 후계자들은 1906년에 최초의 트로이 소행성인 588 아킬레스를 포함하여 800개 이상의 소행성들을 발견했다. 천문대는 2005년에 하이델베르크 대학의 천문학 센터를 구성하기 위해 이론 천체물리학 및 천문 계산 연구소와 함께하면서 독일 연방 정부에 의해 운영을 중단했다. 1912년부터 1957년까지 칼 빌헬름 라인무트는 하이델베르크 쾨니히스툴 국립 천문대에서 400개에 가까운 소행성을 발견했다.

## 같이 보기
- 천문대
- 천문학